# علم جمهورية ماري إل
أعتمد علم جمهورية ماري إل الحالي في 1 يونيو 2011، وكان أول علم لجمهورية ماري إل أعتمد في 3 أيلول - سبتمبر من سنة 1992 وبقي متداولا إلى سنة 2006.

## التاريخ

جمهورية ماري الاشتراكية السوفيتية ذاتية الحكم (1937-1954)
جمهورية ماري الاشتراكية السوفيتية ذاتية الحكم (1954-1978)
جمهورية ماري الاشتراكية السوفيتية ذاتية الحكم (1978-1991)
ماري إل (1992-2006)
ماري إل (2006-2011)